# Cronologia de la Segona Guerra Mundial
Per als esdeveniments anteriors al dia 1 de setembre de 1939, vegeu Cronologia dels fets que van precedir la Segona Guerra Mundial.
Aquesta és una cronologia de la Segona Guerra Mundial.

## 1939
1 de setembre - Alemanya envaeix Polònia. Inici de la guerra.
3 de setembre - El Regne Unit, França, Austràlia i Nova Zelanda declaren la guerra a Alemanya.
6 de setembre - Sud-àfrica declara la guerra a Alemanya.
10 de setembre - El Canadà declara la guerra a Alemanya.
17 de setembre - La Unió Soviètica envaeix Polònia des de l'est.
27 de setembre - Varsòvia és capturada per l'exèrcit alemany.
6 d'octubre - Finalitza la resistència de l'exèrcit polonès.
30 de novembre - La Unió Soviètica envaeix Finlàndia. Comença la Guerra d'Hivern.

## 1940
13 de març - La Unió Soviètica i Finlàndia signen un tractat de pau que posa fi a la Guerra d'Hivern. Els finesos han de cedir l'istme de Carèlia i altres territoris als russos.
9 d'abril - Comença l'Operació Weserübung: Alemanya envaeix Noruega i Dinamarca. Dinamarca es rendeix el mateix dia.
10 de maig - Comença la batalla de França: Alemanya envaeix els Països Baixos, Bèlgica, Luxemburg i França. El mateix dia, Winston Churchill és nomenat Primer ministre del Regne Unit reemplaçant a Neville Chamberlain.
15 de maig - L'exèrcit dels Països Baixos es rendeix.
20 de maig - L'exèrcit alemany arriba al Canal de la Mànega. El Cos Expedicionari Britànic, el 1r Exèrcit francès i l'exèrcit belga queden encerclats a la zona de Dunkerque.
27 de maig - Comença l'Operació Dinamo: l'evacuació massiva de soldats aliats des de les platges de Dunkerque.
28 de maig - El Rei Leopold III de Bèlgica rendeix el seu país sense consultar al seu govern ni als aliats.
4 de juny - Els alemanys entren a Dunkerque. En els últims 7 dies, 338.226 soldats aliats han estat evacuats de la costa francesa.
5 de juny - L'exèrcit alemany comença l'ofensiva al llarg del riu Somme amb l'objectiu d'ocupar França.
10 de juny - Itàlia declara la guerra al Regne Unit i a França. Noruega es rendeix.
14 de juny - Els alemanys entren a París.
22 de juny - França signa un armistici amb Alemanya.
10 de juliol - Comença la batalla d'Anglaterra: la Luftwaffe ataca vaixells, ports i altres objectius del sud de la Gran Bretanya.
16 de juliol - Hitler ordena que es comenci a preparar una possible invasió de la Gran Bretanya (Operació Lleó Marí). Abans, però, s'ha d'aconseguir la superioritat aèria sobre el Canal de la Mànega i la zona sud de l'illa.
13 de setembre - Itàlia envaeix Egipte, colònia britànica, avançant des de Líbia.
17 de setembre - Hitler ajorna la invasió de la Gran Bretanya indefinidament.
27 de setembre - Alemanya, Itàlia i el Japó firmen el Pacte Tripartit, segons el qual si un país qualsevol declara la guerra a un dels tres firmants, els altres dos declararan la guerra a aquest país. Amb aquest tractat es vol impedir l'entrada dels Estats Units a la guerra en el bàndol aliat.
28 d'octubre - Itàlia envaeix Grècia avançant des d'Albània.
9 de desembre - Els britànics inicien una ofensiva contra els italians al desert d'Egipte (Operació Compass).

## 1941
9 de febrer- L'avanç britànic pel desert s'atura a El Agheila (Líbia). Durant l'operació 130.000 italians han estat capturats.
30 de març - L'Afrika Korps de Rommel llança un atac contra els britànics al nord d'Àfrica.
6 d'abril - Tropes alemanyes, italianes i hongareses envaeixen Iugoslàvia i Grècia.
11 d'abril - Al nord d'Àfrica, l'avanç de Rommel fa retrocedir els britànics fins a la frontera líbio-egípcia. Comença el setge de Tobruk.
17 d'abril - Iugoslàvia es rendeix.
28 d'abril - Grècia es rendeix.
20 de maig - Els alemanys comencen l'assalt a Creta llançant milers de paracaigudistes sobre l'illa.
1 de juny - Victòria alemanya en la batalla de Creta. La campanya de Grècia conclou amb la derrota britànica.
22 de juny - Comença l'Operació Barbarroja: Alemanya envaeix la Unió Soviètica.
15 de setembre - Comença el setge de Leningrad.
7 de desembre - El Japó ataca la base nord-americana de Pearl Harbor, a l'illa Oahu de Hawaii. Els Estats Units declaren la guerra al Japó i entren a la guerra en el bàndol aliat.

## 1942
4- 8 de maig - Batalla del Mar del Corall. La flota nord-americana impedeix a l'armada japonesa desembarcar tropes a la badia de Milne, a l'illa de Nova Guinea.
4 de juny - Batalla de Midway. La flota japonesa és vençuda per la nord-americana. Punt crucial de la guerra al Pacífic.
7 d'agost - Els marines nord-americans desembarquen a Guadalcanal i a Tulagi.
19 d'agost - L'exèrcit alemany comença l'atac contra la ciutat de Stalingrad.
4 de novembre - L'Afrika Korps es retira després de ser derrotat a la Batalla d'El Alamein.
8 de novembre - Comença l'Operació Torxa: tropes nord-americanes i britàniques desembarquen al Marroc i a Algèria.

## 1943
2 de febrer - Les restes del 6è Exèrcit alemany es rendeix a les tropes soviètiques a Stalingrad. Un dels punts d'inflexió al Front Oriental.
13 de maig - Les forces alemanyes i italianes a Tunísia es rendeixen. S'acaba la guerra a l'Àfrica.
5 - 13 de juliol - Batalla de Kursk. Victòria soviètica i punt d'inflexió al Front Oriental.
10 de juliol - Operació Husky: desembarcament aliat a Sicília.
3 de setembre - Itàlia es rendeix.

## 1944
17 - 25 de gener - Primer intent aliat de capturar el monestir de Montecassino, a la ben defensada línia Gustav.
4 de juny - Els aliats entren a Roma.
6 de juny - Dia D: 200.000 soldats aliats desembarquen a les platges de Normandia (Operació Overlord).
22 de juny - Comença l'Operació Bagration: l'Exèrcit Roig destrueix el Grup d'Exèrcits Centre alemany a Belarús.
20 de juliol - Atemptat contra Hitler a Rastenburg.
1 d'agost - Insurrecció de l'Exèrcit Polonès (Armia Krajowa) a Varsòvia.
25 d'agost - Les tropes aliades entren a París.
17 de setembre - Comença l'Operació Horta: intent aliat de creuar el Rin a Arnhem (Països Baixos).
16 de desembre - Inici de l'ofensiva alemanya de les Ardenes o Batalla del Bulge.

## 1945
17 de generVarsòvia és alliberada per l'exèrcit soviètic.
4 de febrer a 11 de febrerSe celebra la Conferència de Ialta.
Nit del 13 al 14 de febrer: Els aliats bombardegen Dresden. Gran part de la ciutat és destruïda en un enorme incendi.
1 d'abrilEls americans envaeixen Okinawa.
28 d'abrilMussolini és capturat i executat per partisans italians.
30 d'abrilMentre les tropes soviètiques ocupen el Reichstag i altres edificis governamentals, Adolf Hitler se suïcida al seu búnquer de Berlín.
7 de maigAlemanya firma la rendició incondicional que entrarà en vigor l'endemà.
8 de maigS'acaba la guerra a Europa. Dia de la Victòria a Europa (V-E Day).
6 d'agostEls americans llencen la bomba atòmica d'urani 235 sobre Hiroshima.
9 d'agostEls americans llencen Fat Man una bomba atòmica de plutoni sobre Nagasaki.
15 d'agostRendició del Japó. S'acaba la guerra a l'Àsia (V-J Day).
2 de setembreFirma de la rendició oficial del Japó a bord del cuirassat USS Missouri, a la badia de Tòquio.